# Баглій Олексій Іванович
Олексій Іванович Баглій (нар. 2 січня 1925, Ірпінь) — український радянський архітектор.

## Біографія
Народився 2 січня 1925 в місті Ірпені (тепер Київська область, Україна).
Брав участь у Другій світовій війні. Нагороджений орденами Вітчизняної війни 1-го ступеня (6 квітня 1985), Червоної Зірки, Слави 3-го ступеня, медаллю «За відвагу» (12 березня 1944). Член ВКП(б) з 1948 року.
У 1951 закінчив  Харківський інженерно-будівельний інститут. Працював у архітектурно-проектних установах Харкова, з 1971 року у Севастополі.

## Споруди
- Житловий будинок по вулиці Європейська в Полтаві (1954);
- Житлові будинки на вулиці Суднобудівельній в Калінінграді (1956);
- Корпус санаторію «Омега» в Севастополі (1963—1965);
- Житлові будівлі в Севастополі (1965—1967);
- Комплекс дитячого санаторію в Євпаторії (1965—1967).